# 14533 Roy
14533 Roy (1997 QY) là một tiểu hành tinh vành đai chính được phát hiện ngày 24 tháng 8 năm 1997 bởi P. Antonini ở Bedoin.